# 18751 Yualexandrov
18751 Yualexandrov là một tiểu hành tinh vành đai chính với chu kỳ quỹ đạo là 1214.6303440 ngày (3.33 năm).
Nó được phát hiện ngày 15 tháng 4 năm 1999.